# Blade Thomson

a Compétitions nationales et continentales officielles uniquement.

b Matchs officiels uniquement.
Dernière mise à jour le 16 février 2023.
Blade Thomson, né le 4 décembre 1990 à Auckland (Nouvelle-Zélande), est un joueur professionnel de rugby à XV néo-zélandais, qui a représenté ce pays dans la sélection nationale des moins de 20 ans et des Māori de Nouvelle-Zélande avant de devenir international écossais. Il joue troisième ligne centre ou troisième ligne aile.

## Carrière

### Junior
Thomson a été sélectionné avec l'équipe de Nouvelle-Zélande des moins de 20 ans en 2010. Il participe à la Coupe du monde 2010 en Argentine, remportée par son équipe. Il se distingue en marquant deux fois contre les Samoa et une fois contre l'Afrique du Sud. 

### Professionnel
Thomson n'a jamais été sélectionné parmi l'équipe première de Nouvelle-Zélande, honorant simplement quelques sélections pour l'équipe des Māori. Il joue dès 2010 pour l'équipe de Taranaki en ITM Cup, puis en 2013 dans le Super Rugby pour l'équipe des Hurricanes. Sa carrière est perturbée par des blessures  à répétition. En 2018, il rejoint la franchise galloise des Scarlets de Llanelli.
Bien que n'ayant jamais résidé en Écosse, Thomson est éligible pour le XV du Chardon étant issu d'un grand-père écossais. Ayant seulement honoré une sélection avec l'Écosse, en match de préparation à la Coupe du monde 2019 contre l'équipe de France, il est retenu parmi les 31 joueurs représentant l'Écosse lors de cette coupe du monde.
Le 16 février 2023, il annonce mettre un terme à sa carrière après une blessure à la tête.